# Нойбай
Международный аэропорт Нойбай (вьет. Sân bay Quốc tế Nội Bài, ИАТА: HAN, ИКАО: VVNB) — аэропорт совместного базирования, расположенный в 45 километрах от центра вьетнамской столицы Ханоя.
Первый в северной части страны и третий во всём Вьетнаме аэропорт по числу обслуживаемых пассажиров в год.

## Инфраструктура и общие сведения
Несмотря на статус воздушной гавани столицы страны, Международный аэропорт Нойбай занимает последнее место среди трёх международных аэропортов Вьетнама как по показателю пассажирооборота, так и по количеству операций взлётов и посадок самолётов в год. В настоящее время рассматривается проект строительства нового международного аэропорта Ханоя.
Международный аэропорт Нойбай эксплуатирует две взлётно-посадочные полосы:
- 11R/29L длиной 3800 метров с бетонным покрытием, оборудованную по категории CAT II (открыта в августе 2006 года) и
- более старую 11L/29R длиной 3200 метров с бетонным покрытием, оборудованную по категории CAT I.

Расстояние между взлётно-посадочными полосами составляет всего 250 метров, поэтому в аэропорту действует ряд ограничений на одновременное использование обеих ВПП. В соответствии со стандартами безопасности организации ИКАО максимальная пропускная способность Международного аэропорта Нойбай составляет 10 миллионов пассажиров в год.

## Вехи развития аэропорта
- 7 апреля 2005 года. В аэропорту начала работу Tiger Airways — первая авиакомпания-дискаунтер на рынке пассажирских перевозок страны. Регулярные рейсы авиакомпании первоначально выполнялись три раза в неделю из Сингапура в Ханой.
- 17 октября 2005 года. Ещё один бюджетный перевозчик AirAsia открыл регулярное прямое сообщение между Ханоем и Бангкоком.
- 2 сентября 2007 года. В Международном аэропорту Нойбай произвёл посадку крупнейший в мире пассажирский лайнер Airbus A380 авиакомпании Singapore Airlines. Аэропорт получил сертификацию на обслуживание самолётов данного класса.
- В середине 2010 года национальная авиакомпания Вьетнама Vietnam Airlines вступила в глобальный авиационный альянс пассажирских перевозок SkyTeam. Международный аэропорт Нойбай вошёл в список  узловых аэропортов) альянса[2].

В 2008 году услугами Международного аэропорта Нойбай воспользовалось около 8 миллионов пассажиров.

## Текущий проект расширения аэропорта

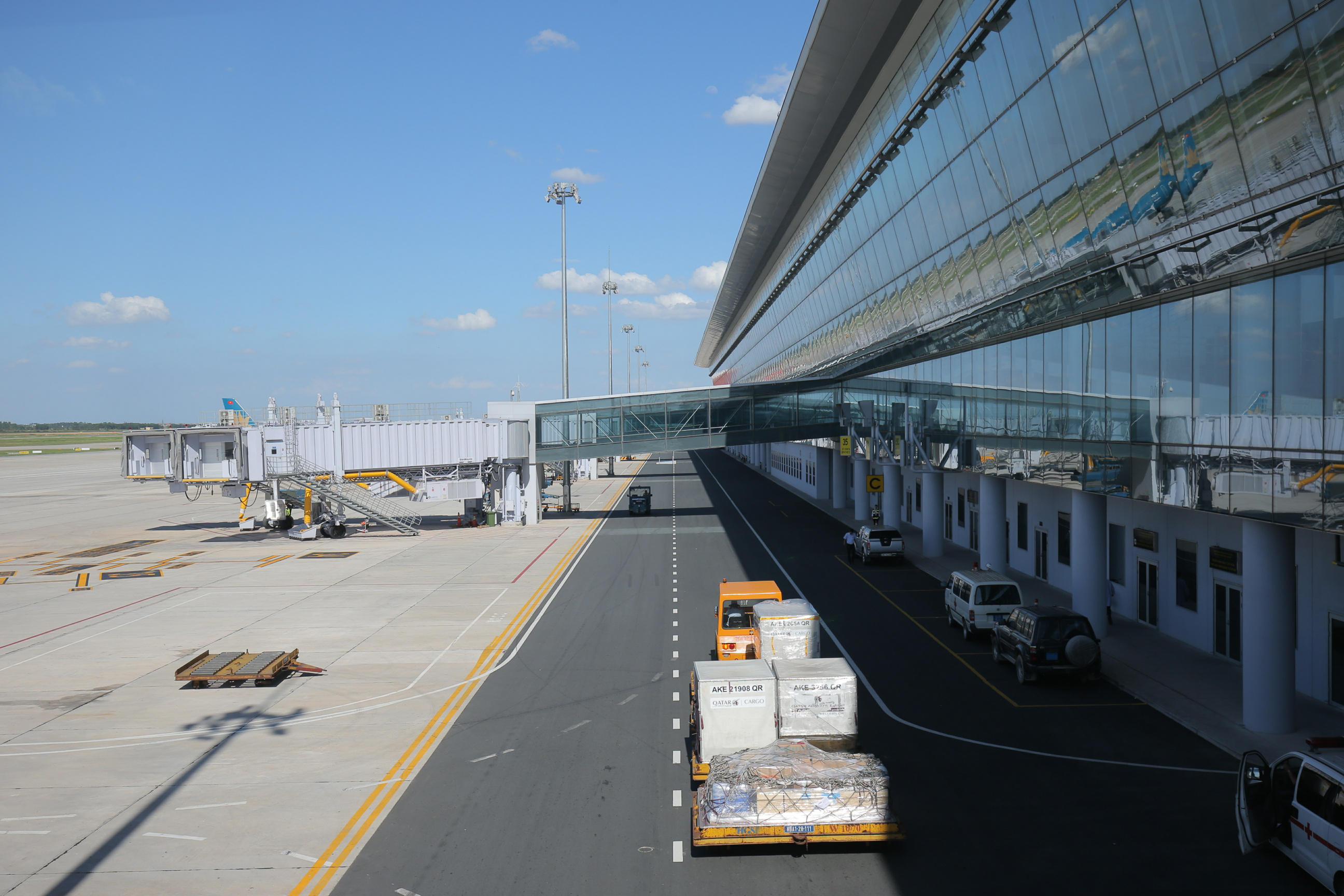
Новый терминал, открытый к 2015 году

В настоящее время активно ведутся работы по модернизации аэропорта. К началу 2015 года был введён в эксплуатацию новый пассажирский терминал и новое шоссе между аэропортом и Ханоем, включающее в себя мост Вьетнамо-Японской Дружбы, открытый 4 января.
Дальнейшие планы включают в себя строительство новой взлётно-посадочной полосы, которая позволила бы осуществлять посадку двух самолётов одновременно (сейчас это не допускается из соображений безопасности, т.к. расстояние между существующими полосами аэропорта составляет всего 250 метров). При этом одна из старых полос будет переделана в рулёжную дорожку. Помимо этого, к 2020 году планируется построить железнодорожную ветку, которая соединит аэропорт с городом.

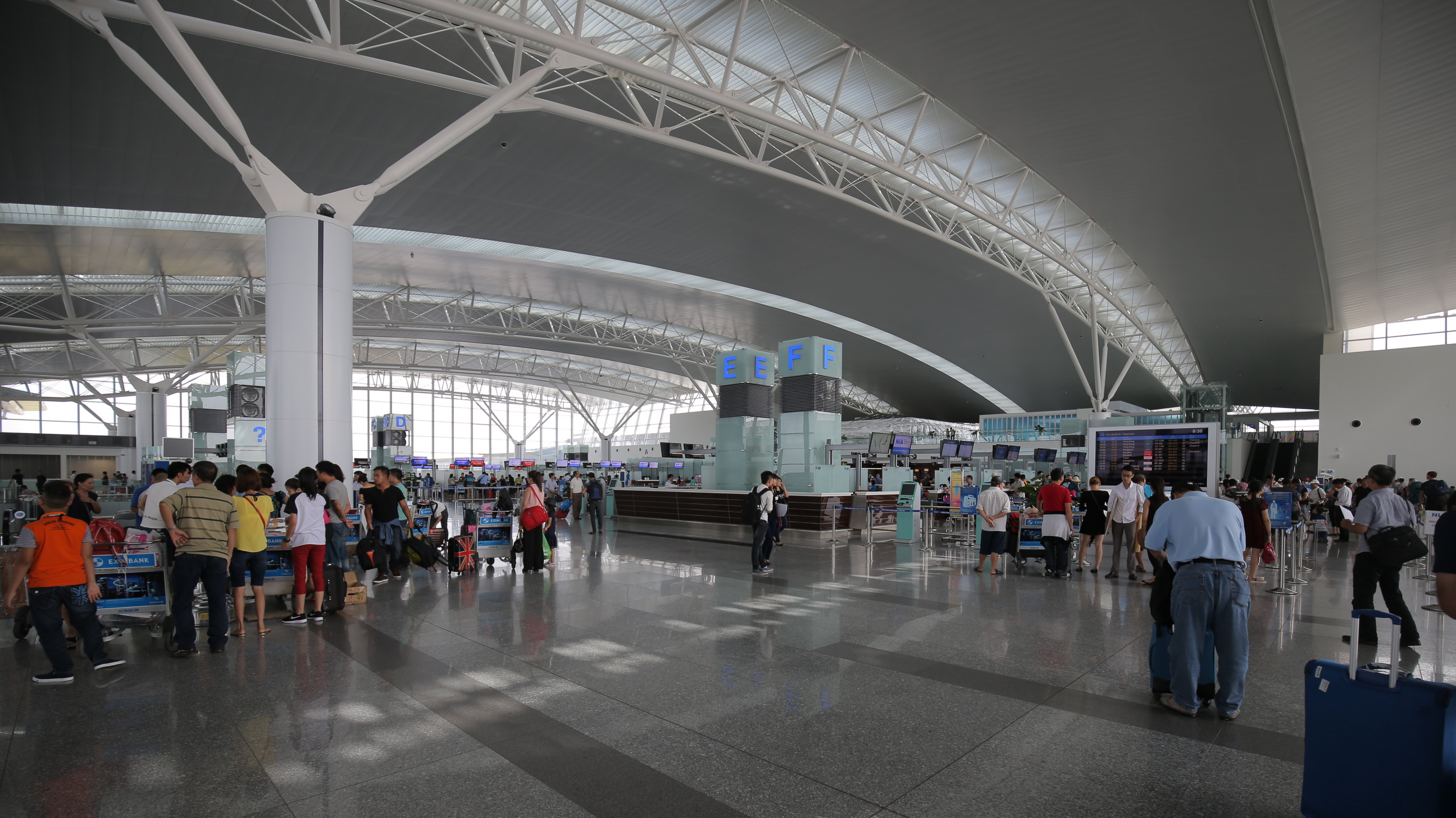
Зал регистрации в новом терминале

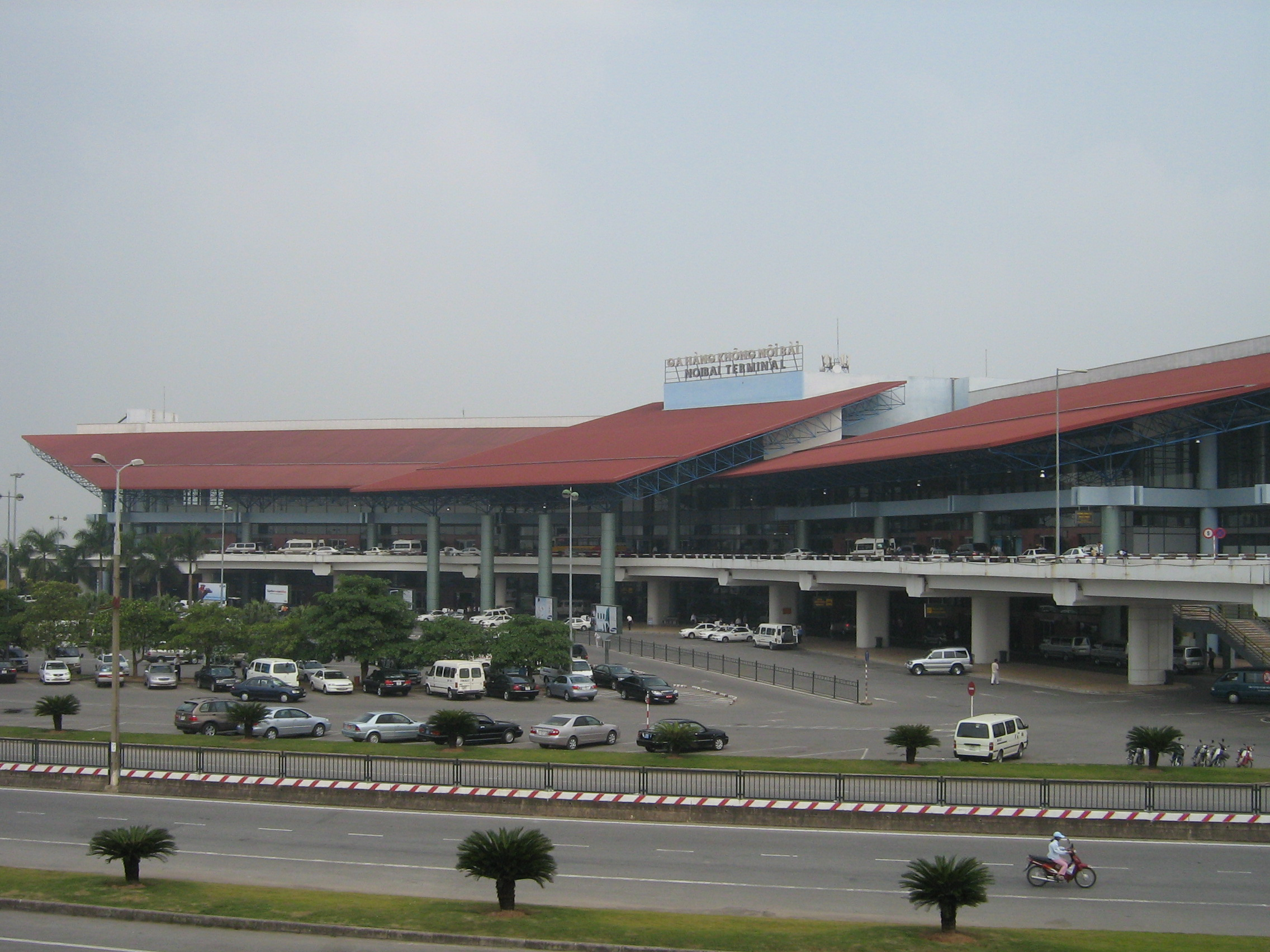
Старый терминал аэропорта

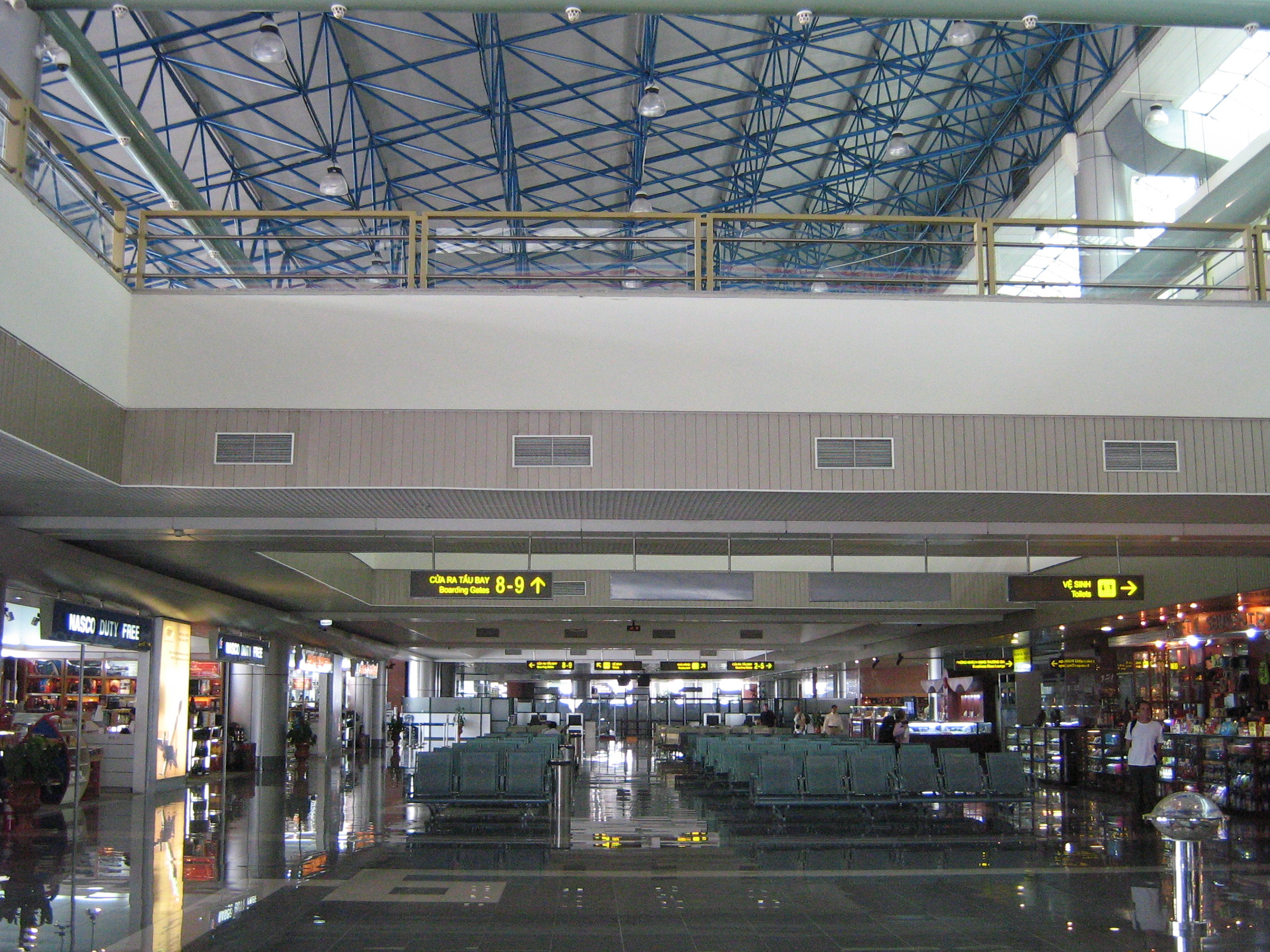
Внутри пассажирского терминала

Аэропорт эксплуатирует два пассажирских терминала. После открытия второго терминала в начале 2015 года, первый терминал прекратил обслуживание международных рейсов.